# Белово (Лашко)
Белово (словен. Belovo) — поселення в общині Лашко, Савинський регіон, Словенія. Висота над рівнем моря: 395,4 м. 